# Tampa International Gay and Lesbian Film Festival
Le Festival international du film gay et lesbien de Tampa (Tampa International Gay and Lesbian Film Festival, TIGLFF) est un événement de projection de films qui a lieu chaque mois d'octobre à Tampa, en Floride.
Le lieu principal est le Théâtre Tampa, mais plusieurs autres cinémas situés dans ou à proximité du centre-ville et à St. Petersburg accueillent également simultanément l'événement. Alors que la plupart des films se concentrent sur des thèmes homosexuels, certains films explorent d'autres domaines de la sexualité humaine, notamment les questions transgenres et les rôles de genre.

## Mission
La mission du Festival international du film gay et lesbien de Tampa est de « présenter en permanence des sélections de films captivants et de médias numériques pertinents qui divertissent, responsabilisent et éclairent un public diversifié par, pour ou concernant la communauté LGBT et ses partisans à travers le partage de expériences personnelles entourant une discussion réfléchie ».

## Histoire
Le Festival international du film gay et lesbien de Tampa (TIGLFF) est fondé en 1989 par des représentants de plusieurs groupes : la Tampa Bay Business Guild (TBBG), la Bay Area Human Rights Coalition et le Tampa Bay Gay Men's Chorus. Lancé en 1990 dans le cadre d'une prolongation de trois jours des célébrations de la fierté gay de Tampa, le festival est devenu le cinquième plus grand festival de films gays et lesbiens aux États-Unis. Après le festival de 1999, l'équipe principale de bénévoles du festival s'est organisée sous le nom de Friends of the Festival, Inc., une entité à but non lucratif 501c(3).

## Fréquentation
Les films, événements et vidéos attirent environ 8 000 personnes, ce qui en fait l'un des festivals de films gays indépendants les plus importants et les plus anciens du pays.

## Nouveau nom
À la fin de l'événement de 2007, les organisateurs du festival annoncent un changement de nom pour l'événement annuel. Le nouveau nom, Clip Film Festival, comporte également plusieurs autres itérations qui capturent les autres événements cinématographiques produits tout au long de l'année par Friends of the Festival, Inc., notamment Clip Film Series et Clip Film Outreach. La nouvelle appellation est abandonnée à la fin du festival 2008 en raison d'éventuels problèmes de droits d'auteur avec un détenteur existant d'une marque similaire. En 2009, le Festival reprend son nom original de « Festival international du film gay et lesbien de Tampa ».